# Christian Coupienne

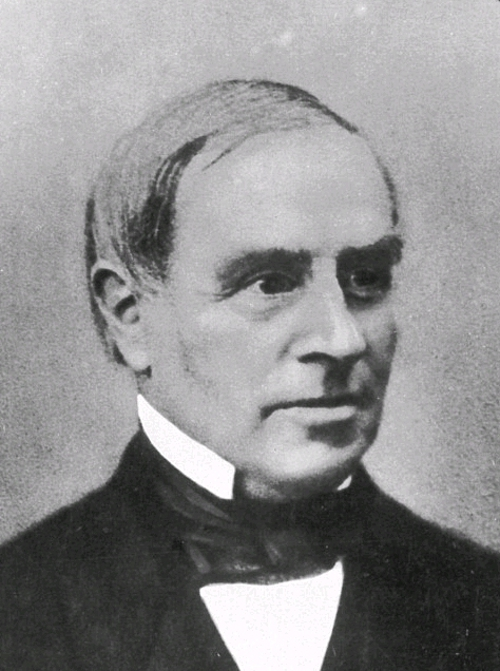
Christian Coupienne um 1845

Christian Gilbert Coupienne (* 8. Februar 1801 in Mülheim an der Ruhr; † 12. Januar 1876 auf Gut Haanenburg bei Unkel) war ein deutscher Lederfabrikant, Handelskammerpräsident und Mitglied des Preußischen Abgeordnetenhauses.

## Leben und Wirken
Christian Coupienne war ältester Sohn des Gerbereibesitzers Jean Baptiste Coupienne (1768–1825) und seiner Frau Caroline Pelzer (1777–1853). Nachdem er einige Jahre die von seinem Vater gegründete Gerberei fortgeführt hatte, wurde er Vorsitzender der Handelskammer für die Stadt und Bürgermeisterei Mülheim an der Ruhr (1850–1853, 1854–1872). 1848 war er Mitglied des Vorparlaments. Ab 1850 war er zudem Mülheimer Stadtverordneter und – in der Nachfolge von Hermann Heinrich von Eicken – Stadtverordnetenvorsteher. 1856 wurde er Erster Beigeordneter, ein Amt, das er bis zu seinem Wegzug aus Mülheim innehatte.
Nicht nur auf kommunaler Ebene war Christian Coupienne politisch engagiert. Von 1862 bis 1870 saß er als gewählter Vertreter der Fortschrittspartei für den Wahlbezirk 5 (Düsseldorf – Duisburg – Essen) im Preußischen Abgeordnetenhaus in Berlin. Dort war er Mitglied im Ausschuss für Gewerbe und Handel und beschäftigte sich hauptsächlich mit der preußischen Handelspolitik.
1872 gab er sämtliche Ämter auf und zog sich auf ein zuvor erworbenes Gut bei Unkel am Rhein (Gut Haanenburg) zurück. Vier Jahre später starb er ledig und kinderlos auf seiner Besitzung. In seinem Testament verfügte er die Gründung einer nach ihm benannten Stiftung. Die Christian-Coupienne-Stiftung gewährte Beihilfen zur Aussteuer für junge Eheleute aus Mülheim an der Ruhr und unterstützte bedürftige Schüler und Studenten unabhängig von ihrer Herkunft oder Konfession.

## Archivquellen
- Stadtarchiv Mülheim an der Ruhr, Bestand 1390/2/15 (Chronik der Familie Coupienne. Zusammengestellt von Ernst Coupienne, 1921.)